# Норвегия на летних Олимпийских играх 2024
Спортсмены из Норвегии примут участие в летних Олимпийских играх 2024 года, которые пройдут в Париже с 26 июля по 11 августа 2024 года.  
Норвегия принимала участие во всех летних Олимпийских играх, за исключением игр 1980 года в Москве из-за бойкота, в связи с вводом в 1979 году советских войск в Афганистан.

## Медали
| Медаль  | Спортсмен(ы) | Вид спорта       | Дисциплина                    | Дата       |
| ------- | --- | ---------------- | ----------------------------- | ---------- |
| Золото  | Маркус Роот | Лёгкая атлетика  | Десятиборье                   | 3 августа  |
| Золото  | Якоб Ингебригтсен | Лёгкая атлетика  | Бег на 5000 метров            | 10 августа |
| Золото  | Вероника Кристиансен Марен Нюланд Ордаль Стине Скогранд Нора Мёрк Стине Офтедал Силье Сольберг-Эстхассель Кари Браттсет Дале Кристине Брейстёль Вильде Ингстад Катрин Лунде Марит Якобсен Камилла Херрем Санна Сольберг-Исаксен Хенню Рейстад Тале Русфельдт Дейла | Гандбол          | Женский турнир                | 10 августа |
| Золото  | Сольфрид Коанда | Тяжёлая атлетика | До 81 кг                      | 10 августа |
| Серебро | Карстен Вархольм | Лёгкая атлетика  | Бег на 400 метров с барьерами | 9 августа  |
| Бронза  | Лине Хёст | Парусный спорт   | ILCA 6                        | 7 августа  |
| Бронза  | Андерс Мол Кристиан Сёрум | Пляжный волейбол | Мужской турнир                | 10 августа |
| Бронза  | Грейс Буллен | Вольная борьба   | До 62 кг                      | 10 августа |

| Вид спорта       | 1 | 2 | 3 | Всего |
| Лёгкая атлетика  | 2 | 1 | 0 | 3     |
| Гандбол          | 1 | 0 | 0 | 1     |
| Тяжёлая атлетика | 1 | 0 | 0 | 1     |
| Борьба           | 0 | 0 | 1 | 1     |
| Парусный спорт   | 0 | 0 | 1 | 1     |
| Пляжный волейбол | 0 | 0 | 1 | 1     |
| Всего            | 4 | 1 | 3 | 8     |

| Медали по датам | Медали по датам | Медали по датам | Медали по датам | Медали по датам | Медали по датам |
| --------------- | --------------- | --------------- | --------------- | --------------- | --------------- |
| Дата            | 1               | 2               | 3               | Всего           |                 |
| 3 августа       | 1               | 0               | 0               | 1               |                 |
| 7 августа       | 0               | 0               | 1               | 1               |                 |
| 9 августа       | 0               | 1               | 0               | 1               |                 |
| 10 августа      | 3               | 0               | 2               | 5               |                 |
| Всего           | 4               | 1               | 3               | 8               |                 |

| Медали по полу | Медали по полу | Медали по полу | Медали по полу | Медали по полу |
| -------------- | -------------- | -------------- | -------------- | -------------- |
| Пол            | 1              | 2              | 3              | Всего          |
| Мужчины        | 2              | 1              | 1              | 4              |
| Женщины        | 2              | 0              | 2              | 4              |
| Микст          | 0              | 0              | 0              | 0              |
| Всего          | 4              | 1              | 3              | 8              |

## Квалификация
| № п/п | Вид спорта                  | Мужчины        | Мужчины                | Женщины        | Женщины                | Всего          | Всего                  |
| № п/п | Вид спорта                  | Завоевано квот | Количество спортсменов | Завоевано квот | Количество спортсменов | Завоевано квот | Количество спортсменов |
| ----- | --------------------------- | -------------- | ---------------------- | -------------- | ---------------------- | -------------- | ---------------------- |
| 1     | Академическая гребля        | 3              | 8                      | 1              | 2                      | 4              | 10                     |
| 2     | Бокс                        | 1              | 1                      | 1              | 1                      | 2              | 2                      |
| 3     | Борьба                      |                |                        | 1              | 1                      | 1              | 1                      |
| 4     | Велоспорт                   | 5              | 3                      | 3              | 3                      | 8              | 6                      |
| 5     | Гандбол                     | 1              | 14                     | 1              | 15                     | 2              | 29                     |
| 6     | Гольф                       | 2              | 2                      | 2              | 2                      | 4              | 4                      |
| 7     | Гребля на байдарках и каноэ |                |                        | 1              | 4                      | 1              | 4                      |
| 8     | Конный спорт                |                |                        | 2              | 2                      | 2              | 2                      |
| 9     | Лёгкая атлетика             | 17             | 15                     | 8              | 10                     | 25             | 25                     |
| 10    | Парусный спорт              | 1              | 1                      | 3              | 4                      | 4              | 5                      |
| 11    | Плавание                    | 5              | 3                      |                |                        | 5              | 3                      |
| 12    | Пляжный волейбол            | 1              | 2                      |                |                        | 1              | 2                      |
| 13    | Прыжки в воду               |                |                        | 1              | 1                      | 1              | 1                      |
| 14    | Стрельба                    | 5              | 3                      | 4              | 3                      | 9              | 6                      |
| 15    | Теннис                      | 1              | 1                      |                |                        | 1              | 1                      |
| 16    | Триатлон                    | 2              | 2                      | 2              | 2                      | 4              | 4                      |
| 17    | Тхэквондо                   | 1              | 1                      |                |                        | 1              | 1                      |
| 18    | Тяжёлая атлетика            |                |                        | 1              | 1                      | 1              | 1                      |
|       | ИТОГО                       | 45             | 56                     | 31             | 51                     | 76             | 107                    |

## Состав команды
Академическая гребля
1. Мартин Хельсет[англ.]
2. Хьетиль Борш
3. Ларс Бенске[англ.]
4. Аск Ярл Тьём[англ.]
5. Кристоффер Брун[англ.]
6. Оскар Стабе Хельвиг[англ.]
7. Йонас Юэль[англ.]
8. Эрик Андре Сольбаккен[англ.]
9. Теа Хельсет[англ.]
10. Ингер Кавли[англ.]

 Бокс
1. Омар Шиха[англ.]
2. Суннива Хофстад[англ.]

 Борьба
1. Грейс Буллен

Велоспорт
 Шоссейный велоспорт
1. Сёрен Вереншольд[англ.]
2. Тобиас Фосс
3. Марте Берг Эдсет[англ.]
4. Ингвильд Госкьенн[англ.]

 Трековый велоспорт
1. Анита Стенберг[англ.]

 Маунтинбайк
1. Кнут Рёме[англ.]

 Гандбол
1. Ветле Эк Аага[англ.]
2. Саннер Сагосен
3. Себастьян Бартольд
4. Петтер Эвербю
5. Кристиан Саверос
6. Кристиан Бьёрнсен
7. Магнус Гуллеруд
8. Тобиас Грёндаль
9. Кристиан О’Салливан
10. Харальд Рейнкинн
11. Торбьёрн Бергеруд
12. Габриэль Сеттерблом
13. Симен Люсе
14. Александр Блонц
15. Вероника Кристиансен
16. Марен Нюланд Ордаль[англ.]
17. Стине Скогранд[англ.]
18. Нора Мёрк
19. Стине Офтедал
20. Силье Сольберг[англ.]
21. Кари Браттсет Дале[англ.]
22. Кристине Брейстёль[англ.]
23. Вильде Ингстад[англ.]
24. Катрин Лунде
25. Марит Якобсен[англ.]
26. Камилла Херрем
27. Санна Сольберг[англ.]
28. Хенню Рейстад
29. Тале Русфельдт Дейла[англ.]

 Гольф
1. Виктор Ховланд[англ.]
2. Кристоффер Вентура[англ.]
3. Селине Борге[англ.]
4. Маделене Ставнар[англ.]

Гребля на байдарках и каноэ
 Гребля на гладкой воде
1. Кристине Амундсен[англ.]
2. Хедда Эристланд[англ.]
3. Анна Маргрете Слетше[англ.]
4. Мария Вирик[англ.]

 Конный спорт
1. Исабел Фриз[англ.]
2. Виктория Гулликсен[англ.]

 Лёгкая атлетика
1. Ховард Ингвальдсен[англ.]
2. Тобиас Грёнстад[англ.]
3. Якоб Ингебригтсен
4. Нарве Гилье Нордос
5. Карстен Вархольм
6. Зереи Кбром Мезнги[англ.]
7. Сондре Нордстад Моэн
8. Сондре Гуттормсен[англ.]
9. Симен Гуттормсен[англ.]
10. Пол Хёген Лиллефоссе[англ.]
11. Маркус Томсен[англ.]
12. Эйвинн Хенриксен
13. Томас Мардаль[англ.]
14. Сандер Скотхейм[англ.]
15. Маркус Роот
16. Хенриетте Егер[англ.]
17. Каролина Грёвдаль
18. Лине Клостер[англ.]
19. Амали Юэль[англ.]
20. Йозефин Томин Эриксен[англ.]
21. Астри Эртцгор[англ.]
22. Элизабет Слеттум[англ.]
23. Лене Ретциус[англ.]
24. Беатрис Нетберге Ллано[англ.]
25. Мари-Тереза Обст[англ.]

 Парусный спорт
1. Херманн Томасгор[англ.]
2. Мина Мобекк[англ.]
3. Лине Хёст[англ.]
4. Хелена Несс[англ.]
5. Мари Рённинген[англ.]

 Плавание
1. Николас Лиа[англ.]
2. Хенрик Кристиансен
3. Йон Йонтведт[англ.]

 Пляжный волейбол
1. Андерс Мол[англ.]
2. Кристиан Сёрум[англ.]

 Прыжки в воду
1. Хелле Туксен[англ.]

 Стрельба
1. Йон-Херманн Хегг[англ.]
2. Оле Мартин Халворсен[англ.]
3. Эрик Ватндаль[англ.]
4. Енни Стене[англ.]
5. Жанетт Хегг Дуэстад[англ.]
6. Синноеве Берг[англ.]

 Теннис
1. Каспер Рууд

 Триатлон
1. Ветле Бергсвик Торн[англ.]
2. Кристиан Блюмменфельт[англ.]
3. Лотте Миллер[англ.]
4. Солвейг Лёвсет[англ.]

 Тхэквондо
1. Рикард Ордеманн[англ.]

 Тяжёлая атлетика
1. Сольфрид Коанда

## Академическая гребля
Норвегия завоевала три квоты на участие в соревнованиях по академической гребле на Чемпионате мира по академической гребле 2023 года в Белграде, Сербия и одну квоту на Финальной квалификационной регате 2024 года в Люцерне, Швейцария.
Мужчины
| Спортсмен                                                            | Дисциплина                | Заезд   | Заезд    | Утеш. заезд | Утеш. заезд | Полуфиналы | Полуфиналы | Финалы  | Финалы |
| Спортсмен                                                            | Дисциплина                | Время   | Место    | Время       | Место       | Время      | Место      | Время   | Место  |
| -------------------------------------------------------------------- | ------------------------- | ------- | -------- | ----------- | ----------- | ---------- | ---------- | ------- | ------ |
| Мартин Хельсет Хьетиль Борш                                          | Двойки парные             | 6.22,36 | 2 Q SA/B | —           | —           | 6.20,27    | 6 Q FB     | 6.17,51 | 10     |
| Ларс Бенске Аск Ярл Тьём                                             | Двойки парные, лёгкий вес | 6.41,77 | 2 Q SA/B | —           | —           | 6.26,62    | 3 Q FA     | 6.20,92 | 5      |
| Кристоффер Брун Оскар Стабе Хельвиг Йонас Юэль Эрик Андре Сольбаккен | Четвёрки парные           | 5.50,48 | 4 R      | 5.53,13     | 3 Q FB      | —          | —          | 5.51,88 | 8      |

Женщины
| Спортсмен               | Дисциплина    | Заезд   | Заезд | Утеш. заезд | Утеш. заезд | Полуфиналы | Полуфиналы | Финалы  | Финалы |
| Спортсмен               | Дисциплина    | Время   | Место | Время       | Место       | Время      | Место      | Время   | Место  |
| ----------------------- | ------------- | ------- | ----- | ----------- | ----------- | ---------- | ---------- | ------- | ------ |
| Теа Хельсет Ингер Кавли | Двойки парные | 7.00,78 | 4 R   | 7.10,39     | 2 Q SA/B    | 6.52,47    | 3 Q FA     | 6.58,41 | 6      |

Легенда: FA=Финал А (медали); FB=Финал В; FC=Финал С; FD=Финал D; FE=Финал E; FF=Финал F; SA/B=Полуфиналы A/B; SC/D=Полуфиналы C/D; SE/F=Полуфиналы E/F; QF=Четвертьфиналы; R=Утешительные заезды

## Бокс
Норвегия завоевала по одному месту в мужской и женский турниры по боксу на мировом квалификационном турнире 2024 года в Бусто-Арсицио, Италия.
| Спортсмен       | Категория           | 1/16 финала        | 1/8 финала                 | Четвертьфиналы        | Полуфиналы            | Финал                 | Финал                 |
| Спортсмен       | Категория           | Соперник Результат | Соперник Результат         | Соперник Результат    | Соперник Результат    | Соперник Результат    | Место                 |
| --------------- | ------------------- | ------------------ | -------------------------- | --------------------- | --------------------- | --------------------- | --------------------- |
| Омар Шиха       | Мужчины свыше 92 кг | —                  | UZBБаходир Жалолов П 0–5   | завершил выступление  | завершил выступление  | завершил выступление  | завершил выступление  |
| Суннива Хофстад | Женщины до 75 кг    | —                  | INDЛовлина Боргохаин П 0–5 | завершила выступление | завершила выступление | завершила выступление | завершила выступление |

## Борьба
Норвегия завоевала одно место в женской вольной борьбе на Чемпионате мира по борьбе 2023 года в Белграде, Сербия.
Вольная борьба
| Спортсмен    | Категория        | 1/8 финала                 | Четвертьфиналы           | Полуфиналы                 | Утешит. поединки   | Финал /За 3 место        | Финал /За 3 место |
| Спортсмен    | Категория        | Соперник Результат         | Соперник Результат       | Соперник Результат         | Соперник Результат | Соперник Результат       | Место             |
| ------------ | ---------------- | -------------------------- | ------------------------ | -------------------------- | ------------------ | ------------------------ | ----------------- |
| Грейс Буллен | Женщины до 62 кг | Сивар Бусетта (TUN) В 12–2 | Луиза Нимеш (GER) В 10–0 | Сакура Мотоки (JPN) П 7–7F | —                  | Ана Годинес (CAN) В 11–0 | 3                 |

- F — Победа за туше

## Велоспорт

### Шоссейные велогонки
Норвегия получила по рейтингу UCI по два места в мужской и женской групповых гонках на шоссе, а также одно место в мужской индивидуальной гонке с раздельным стартом. Ещё одно место в мужской индивидуальной гонке Норвегия получила по результатам Чемпионата мира по шоссейным велогонкам 2023 года в Глазго, Великобритания.
Мужчины
| Спортсмен        | Дисциплина                 | Время    | Место |
| ---------------- | -------------------------- | -------- | ----- |
| Сёрен Вереншольд | Групповая гонка            | 6:39.27  | 63    |
| Тобиас Фосс      | Групповая гонка            | 6:41.17  | 74    |
| Сёрен Вереншольд | Гонка с раздельным стартом | DNF      | DNF   |
| Тобиас Фосс      | Гонка с раздельным стартом | 37.57,28 | 13    |

Женщины
| Спортсмен         | Дисциплина      | Время   | Место |
| ----------------- | --------------- | ------- | ----- |
| Марте Берг Эдсет  | Групповая гонка | 4:04.23 | 30    |
| Ингвильд Госкьенн | Групповая гонка | 4:04.23 | 21    |

### Велотрек
Норвегия получила одно место в женском омниуме в соответствии с олимпийским рейтингом UCI.
Омниум
| Спортсмен      | Дисциплина | Скрэтч | Скрэтч | Темповая гонка | Темповая гонка | Гонка с выбыванием | Гонка с выбыванием | Гонка по очкам | Гонка по очкам | Всего | Всего |
| Спортсмен      | Дисциплина | Очки   | Место  | Очки           | Место          | Очки               | Место              | Очки           | Место          | Очки  | Место |
| -------------- | ---------- | ------ | ------ | -------------- | -------------- | ------------------ | ------------------ | -------------- | -------------- | ----- | ----- |
| Анита Стенберг | Женщины    | 26     | 8      | 18             | 12             | 32                 | 5                  | 26             | 8              | 102   | 8     |

### Маунтинбайк
Норвегия завоевала одно место в мужские соревнования по маунтинбайку в соответствии с Олимпийским квалификационным рейтингом UCI.
| Спортсмен | Категория | Время   | Место |
| --------- | --------- | ------- | ----- |
| Кнут Рёме | Мужчины   | 1:30.55 | 20    |

## Гандбол
Женская гандбольная команда Норвегии завоевала право участвовать в олимпийском турнире, заняв второе место на Чемпионате мира по гандболу среди женщин 2023 года в Дании, Норвегии и Швеции. Мужская сборная Норвегии по гандболу получила право участвовать в олимпийском турнире, выиграв олимпийский квалификационный турнир 2024 года в Татабанье, Венгрия.
| Команда  | Соревнование   | Групповая стадия  | Групповая стадия | Групповая стадия         | Групповая стадия | Групповая стадия | Групповая стадия | Четвертьфиналы   | Полуфиналы            | Финал / Матч за 3 место | Финал / Матч за 3 место |
| Команда  | Соревнование   | Соперник Счёт     | Соперник Счёт    | Соперник Счёт            | Соперник Счёт    | Соперник Счёт    | Место            | Соперник Счёт    | Соперник Счёт         | Соперник Счёт           | Место                   |
| -------- | -------------- | ----------------- | ---------------- | ------------------------ | ---------------- | ---------------- | ---------------- | ---------------- | --------------------- | ----------------------- | ----------------------- |
| Норвегия | Мужской турнир | Аргентина В 36–31 | Франция В 27–22  | Венгрия В 26–25          | Египет П 25–26   | Дания П 25–32    | 3 Q              | Словения П 28–33 | завершили выступление | завершили выступление   | 6                       |
| Норвегия | Женский турнир | Швеция П 28–32    | Дания В 27–18    | Республика Корея В 26–20 | Словения В 29–22 | Германия В 30–18 | 1 Q              | Бразилия В 32–15 | Дания В 25–21         | Франция В 29–21         | 1                       |

### Мужской турнир
Состав команды
Состав команды был объявлен 3 июля 2024 года.
Тренер:  Йонас Вилле
- Ветле Эк Аага[англ.] ГК
- Саннер Сагосен Р
- Себастьян Бартольд ПК
- Петтер Эвербю Л
- Кристиан Саверос ГК
- Кристиан Бьёрнсен ПК
- Магнус Гуллеруд Л
- Тобиас Грёндаль Р
- Кристиан О’Салливан Р
- Харальд Рейнкинн ПП
- Торбьёрн Бергеруд ГК
- Габриэль Сеттерблом ПП
- Симен Люсе ЛП
- Александр БлонцПК

Групповой этап
| Поз | Команда     | И | В | Н | П | МЗ  | МП  | РМ  | О  | Квалификация   |
| --- | ----------- | - | - | - | - | --- | --- | --- | -- | -------------- |
| 1   | Дания       | 5 | 5 | 0 | 0 | 165 | 133 | +32 | 10 | Четвертьфиналы |
| 2   | Египет      | 5 | 3 | 1 | 1 | 148 | 140 | +8  | 7  | Четвертьфиналы |
| 3   | Норвегия    | 5 | 3 | 0 | 2 | 139 | 136 | +3  | 6  | Четвертьфиналы |
| 4   | Франция (Х) | 5 | 2 | 1 | 2 | 129 | 131 | −2  | 5  | Четвертьфиналы |
| 5   | Венгрия     | 5 | 1 | 0 | 4 | 137 | 138 | −1  | 2  |                |
| 6   | Аргентина   | 5 | 0 | 0 | 5 | 131 | 171 | −40 | 0  |                |

| 2024-07-27 16:00 | Норвегия   | 36 : 31   | Аргентина   | Арена 6 Южный Париж, Париж Зрителей: 5749 Судьи: Горачек, Новотны (CZE) |
| 2024-07-27 16:00 | Грёндаль 8 | (22 : 15) | Д. Симоне 5 | Арена 6 Южный Париж, Париж Зрителей: 5749 Судьи: Горачек, Новотны (CZE) |
| 2024-07-27 16:00 | 1×         | протокол  | 3×          | Арена 6 Южный Париж, Париж Зрителей: 5749 Судьи: Горачек, Новотны (CZE) |

| 2024-07-29 19:00 | Франция | 22 : 27   | Норвегия | Арена 6 Южный Париж, Париж Судьи: Гарсия, Марин (ESP) |
| 2024-07-29 19:00 | Мем 10  | (11 : 16) | Блонц 7  | Арена 6 Южный Париж, Париж Судьи: Гарсия, Марин (ESP) |
| 2024-07-29 19:00 | 3×      |           | 2×       | Арена 6 Южный Париж, Париж Судьи: Гарсия, Марин (ESP) |

| 2024-07-31 09:00 | Норвегия | 26 : 25  | Венгрия         | Арена 6 Южный Париж, Париж Зрителей: 5772 Судьи: Лах, Сок (Словения) |
| 2024-07-31 09:00 | Блонц 9  | (11:13)  | три игрока по 6 | Арена 6 Южный Париж, Париж Зрителей: 5772 Судьи: Лах, Сок (Словения) |
| 2024-07-31 09:00 | 4×       | протокол | 3×              | Арена 6 Южный Париж, Париж Зрителей: 5772 Судьи: Лах, Сок (Словения) |

| 2024-08-02 21:00 | Норвегия   | 25:26    | Египет | Арена 6 Южный Париж, Париж Зрителей: 5652 Судьи: Шульце, Тённис (Германия) |
| 2024-08-02 21:00 | Рейнкинн 7 | (13:14)  | Омар 7 | Арена 6 Южный Париж, Париж Зрителей: 5652 Судьи: Шульце, Тённис (Германия) |
| 2024-08-02 21:00 | 2× 1×      | протокол | 2×     | Арена 6 Южный Париж, Париж Зрителей: 5652 Судьи: Шульце, Тённис (Германия) |

| 2024-08-04 19:00 | Дания    | 32 : 25  | Норвегия   | Арена 6 Южный Париж, Париж Зрителей: 5723 Судьи: Начевски, Николов (Северная Македония) |
| 2024-08-04 19:00 | Питлик 9 | (17:12)  | Рейнкинн 6 | Арена 6 Южный Париж, Париж Зрителей: 5723 Судьи: Начевски, Николов (Северная Македония) |
| 2024-08-04 19:00 | 3× 2×    | протокол | 4×         | Арена 6 Южный Париж, Париж Зрителей: 5723 Судьи: Начевски, Николов (Северная Македония) |

Четвертьфинал
| 7 августа 2024 21:30 | Норвегия | 28 : 33  | Словения | Стадион «Пьер Моруа», Лилль Зрителей: 26 406 Судьи: Гарсия, Марин (ESP) |
| 7 августа 2024 21:30 | Блонц 7  | (12:16)  | Влах 11  | Стадион «Пьер Моруа», Лилль Зрителей: 26 406 Судьи: Гарсия, Марин (ESP) |
| 7 августа 2024 21:30 | 4×       | протокол | 1×       | Стадион «Пьер Моруа», Лилль Зрителей: 26 406 Судьи: Гарсия, Марин (ESP) |

### Женский турнир
Состав команды
Состав команды был объявлен 28 июня 2024 года. 29 июля Хенню Рейстад заменила Тале Русфельдт Дейла, а 31  июля Тале Русфельдт Дейла заменила Нору Мёрк .
Тренер:  Торир Хергейрссон
- Вероника Кристиансен ЛП
- Марен Нюланд Ордаль[англ.] Л
- Стине Скогранд[англ.] ПП
- Нора Мёрк ПП
- Стине Офтедал Р
- Силье Сольберг[англ.] ГК
- Кари Браттсет Дале[англ.] Л
- Кристине Брейстёль[англ.] ЛП
- Вильде Ингстад[англ.] Л
- Катрин Лунде ПК
- Марит Якобсен[англ.] ПК
- Камилла Херрем ПК
- Санна Сольберг[англ.] ПК
- Хенню Рейстад Р
- Тале Русфельдт Дейла[англ.] ЛП

Групповой этап
| Поз | Команда          | И | В | Н | П | МЗ  | МП  | РМ  | О | Квалификация   |
| --- | ---------------- | - | - | - | - | --- | --- | --- | - | -------------- |
| 1   | Норвегия         | 5 | 4 | 0 | 1 | 140 | 110 | +30 | 8 | Четвертьфиналы |
| 2   | Швеция           | 5 | 4 | 0 | 1 | 140 | 125 | +15 | 8 | Четвертьфиналы |
| 3   | Дания            | 5 | 4 | 0 | 1 | 126 | 116 | +10 | 8 | Четвертьфиналы |
| 4   | Германия         | 5 | 1 | 0 | 4 | 136 | 134 | +2  | 2 | Четвертьфиналы |
| 5   | Республика Корея | 5 | 1 | 0 | 4 | 107 | 133 | −26 | 2 |                |
| 6   | Словения         | 5 | 1 | 0 | 4 | 116 | 147 | −31 | 2 |                |

| 25 июля 2024 21:00 | Норвегия           | 28 : 32  | Швеция   | Арена 6 Южный Париж, Париж Зрителей: 5808 Судьи: Гарсия, Марин (ESP) |
| 25 июля 2024 21:00 | Мёрк, Офтедал по 7 | (17:15)  | Хагман 8 | Арена 6 Южный Париж, Париж Зрителей: 5808 Судьи: Гарсия, Марин (ESP) |
| 25 июля 2024 21:00 | 3× 1×              | протокол | 5× 1×    | Арена 6 Южный Париж, Париж Зрителей: 5808 Судьи: Гарсия, Марин (ESP) |

| 28 июля 2024 16:00 | Дания      | 18 : 27  | Норвегия                        | Арена 6 Южный Париж, Париж Зрителей: 5819 Судьи: Ш. Бонавантюра, Ж. Бонавантюра (FRA) |
| 28 июля 2024 16:00 | Эстергор 5 | (8:14)   | Браттсет Дале, Кристиансен по 6 | Арена 6 Южный Париж, Париж Зрителей: 5819 Судьи: Ш. Бонавантюра, Ж. Бонавантюра (FRA) |
| 28 июля 2024 16:00 | 3×         | протокол | 1×                              | Арена 6 Южный Париж, Париж Зрителей: 5819 Судьи: Ш. Бонавантюра, Ж. Бонавантюра (FRA) |

| 30 июля 2024 11:00 | Норвегия   | 26 : 20  | Республика Корея | Арена 6 Южный Париж, Париж Зрителей: 5852 Судьи: Бруннер, Салах (SUI) |
| 30 июля 2024 11:00 | Скогранн 5 | (13:11)  | Ю Ун Ху 6        | Арена 6 Южный Париж, Париж Зрителей: 5852 Судьи: Бруннер, Салах (SUI) |
| 30 июля 2024 11:00 | 2× 1×      | протокол | 1×               | Арена 6 Южный Париж, Париж Зрителей: 5852 Судьи: Бруннер, Салах (SUI) |

| 1 августа 2024 21:00 | Словения          | 22 : 29  | Норвегия        | Арена 6 Южный Париж, Париж Зрителей: 5722 Судьи: Бельхири, Хамиди (Алжир) |
| 1 августа 2024 21:00 | Грос, Мавсар по 5 | (10:15)  | три игрока по 4 | Арена 6 Южный Париж, Париж Зрителей: 5722 Судьи: Бельхири, Хамиди (Алжир) |
| 1 августа 2024 21:00 | 4× 1×             | протокол | 2× 1×           | Арена 6 Южный Париж, Париж Зрителей: 5722 Судьи: Бельхири, Хамиди (Алжир) |

| 3 августа 2024 19:00 | Норвегия  | 30 : 18  | Германия        | Арена 6 Южный Париж, Париж Зрителей: 5714 Судьи: А. Конжичанин, Д. Конжичанин (Босния и Герцеговина) |
| 3 августа 2024 19:00 | Рейстад 8 | (14:8)   | три игрока по 3 | Арена 6 Южный Париж, Париж Зрителей: 5714 Судьи: А. Конжичанин, Д. Конжичанин (Босния и Герцеговина) |
| 3 августа 2024 19:00 | 3×        | протокол | 2×              | Арена 6 Южный Париж, Париж Зрителей: 5714 Судьи: А. Конжичанин, Д. Конжичанин (Босния и Герцеговина) |

Четвертьфинал
| 6 августа 2024 21:30 | Норвегия  | 32 : 15  | Бразилия                 | Стадион «Пьер Моруа», Лилль Зрителей: 21 522 Судьи: Кютлер, Мерц (GER) |
| 6 августа 2024 21:30 | Якобсен 6 | (16:8)   | Де Паула, Гуариейро по 3 | Стадион «Пьер Моруа», Лилль Зрителей: 21 522 Судьи: Кютлер, Мерц (GER) |
| 6 августа 2024 21:30 | 2× 1×     | протокол | 1×                       | Стадион «Пьер Моруа», Лилль Зрителей: 21 522 Судьи: Кютлер, Мерц (GER) |

Полуфинал
| 8 августа 2024 21:30 | Норвегия       | 25 : 21  | Дания       | Стадион «Пьер Моруа», Лилль Зрителей: 15 975 Судьи: Лах, Сок (SLO) |
| 8 августа 2024 21:30 | Братсет Дале 4 | (11:8)   | Йёргенсен 4 | Стадион «Пьер Моруа», Лилль Зрителей: 15 975 Судьи: Лах, Сок (SLO) |
| 8 августа 2024 21:30 | 3× 1×          | протокол | 3× 1×       | Стадион «Пьер Моруа», Лилль Зрителей: 15 975 Судьи: Лах, Сок (SLO) |

Финал
| 10 августа 2024 15:00 | Норвегия  | 29 : 21  | Франция | Стадион «Пьер Моруа», Лилль Зрителей: 26 664 Судьи: Гарсия, Марин (ESP) |
| 10 августа 2024 15:00 | Рейстад 8 | (15:13)  | Канор 5 | Стадион «Пьер Моруа», Лилль Зрителей: 26 664 Судьи: Гарсия, Марин (ESP) |
| 10 августа 2024 15:00 | 3×        | протокол | 1×      | Стадион «Пьер Моруа», Лилль Зрителей: 26 664 Судьи: Гарсия, Марин (ESP) |

## Гольф
Норвегия получила по два места в мужские и женские соревнования по гольфу в соответствии с рейтингом IGF.
| Сопртсмен          | Категория | Раунд 1 | Раунд 2 | Раунд 3 | Раунд 4 | Итого | Итого | Итого |
| Сопртсмен          | Категория | Счёт    | Счёт    | Счёт    | Счёт    | Счёт  | К пар | Место |
| ------------------ | --------- | ------- | ------- | ------- | ------- | ----- | ----- | ----- |
| Виктор Ховланд     | Мужчины   | 70      | 75      | 67      | 68      | 280   | −4    | =30   |
| Кристоффер Вентура | Мужчины   | 71      | 68      | 76      | 69      | 284   | E     | =43   |
| Селине Борге       | Женщины   | 71      | 73      | 75      | 71      | 290   | +2    | =29   |
| Маделене Ставнар   | Женщины   | 76      | 73      | 76      | 75      | 300   | +12   | =44   |

## Гребля на байдарках и каноэ

### Гладкая вода
Норвегия завоевала право выставить одну лодку в соревнованиях по гребле на байдарках и каноэ на гладкой воде по результатам Чемпионата мира 2023 года в Дуйсбурге, Германия.
| Спортсмен                                                          | Дисциплина                      | Заезды  | Заезды | Четвертьфиналы | Четвертьфиналы | Полуфиналы | Полуфиналы | Финалы  | Финалы |
| Спортсмен                                                          | Дисциплина                      | Время   | Место  | Время          | Место          | Время      | Место      | Время   | Место  |
| ------------------------------------------------------------------ | ------------------------------- | ------- | ------ | -------------- | -------------- | ---------- | ---------- | ------- | ------ |
| Кристине Амундсен Хедда Эристланд Анна Маргрете Слетше Мария Вирик | Женщины Байдарка-четверка 500 м | 1.34,28 | 4 SF   | —              | —              | 1.34,77    | 2 FA       | 1.35,02 | 7      |

## Конный спорт
Норвегия получила по одному месту в личных соревнованиях по выездке и конкуру в соответствии с олимпийским рейтингом FEI.

### Выездка
| Спортсмен   | Лошадь         | Дисциплина    | Гран При | Гран При | Произвольный Гран При | Произвольный Гран При |
| Спортсмен   | Лошадь         | Дисциплина    | Баллы    | Место    | Баллы                 | Место                 |
| ----------- | -------------- | ------------- | -------- | -------- | --------------------- | --------------------- |
| Исабел Фриз | Total Hope OLD | Личный турнир | 76,817   | 9        | 83,050                | 10                    |

### Конкур
| Спортсмен          | Лошадь                   | Дисциплина    | Квалификация | Квалификация | Квалификация | Финал | Финал | Финал |
| Спортсмен          | Лошадь                   | Дисциплина    | Штраф        | Время        | Место        | Штраф | Время | Место |
| ------------------ | ------------------------ | ------------- | ------------ | ------------ | ------------ | ----- | ----- | ----- |
| Виктория Гулликсен | Mistral van de Vogelzang | Личный турнир | 0,00         | 76,24        | =1 Q         | 13,00 | 84,83 | 24    |

## Легкая атлетика
Норвежские легкоатлеты выполнили нормативы для участия в Играх 2024 года, пройдя прямую квалификацию или по мировому рейтингу, в следующих соревнованиях (максимум по 3 спортсмена в каждом):
Беговые дисциплины
Мужчины
| Спортсмен            | Дисциплина | Забеги    | Забеги | Утеш. забеги | Утеш. забеги | Полуфиналы | Полуфиналы | Финал                | Финал                |
| Спортсмен            | Дисциплина | Результат | Место  | Результат    | Место        | Результат  | Место      | Результат            | Место                |
| -------------------- | ---------- | --------- | ------ | ------------ | ------------ | ---------- | ---------- | -------------------- | -------------------- |
| Ховард Ингвальдсен   | 400 м      | 45,46     | 3 Q    | —            | —            | 45,60      | 7          | завершил выступление | завершил выступление |
| Тобиас Грёнстад      | 800 м      | 1.46,85   | 6 R    | 1.44,57      | 3 q          | 1.46,37    | 7          | завершил выступление | завершил выступление |
| Якоб Ингебригтсен    | 1500 м     | 3.37,04   | 3 Q    | —            | —            | 3.32,38    | 1 Q        | 3.28,24              | 4                    |
| Якоб Ингебригтсен    | 5000 м     | 13.51,59  | 1 Q    | —            | —            | —          | —          | 13.13,66             | 1                    |
| Нарве Гилье Нордос   | 1500 м     | 3.36,41   | 3 Q    | —            | —            | 3.32,34    | 6 Q        | 3.30,46              | 7                    |
| Нарве Гилье Нордос   | 5000 м     | 14.08,16  | 1 Q    | —            | —            | —          | —          | 13.31,34             | 17                   |
| Карстен Вархольм     | 400 м с/б  | 47,57     | 1 Q    | —            | —            | 47,67      | 1 Q        | 47,06                | 2                    |
| Зереи Кбром Мезнги   | Марафон    | —         | —      | —            | —            | —          | —          | 2:14.14              | 52                   |
| Сондре Нордстад Моэн | Марафон    | —         | —      | —            | —            | —          | —          | 2:11.39              | 32                   |

Женщины
| Спортсмен                                                       | Дисциплина            | Забеги    | Забеги | Утеш. забеги | Утеш. забеги | Полуфиналы            | Полуфиналы            | Финал                 | Финал                 |
| Спортсмен                                                       | Дисциплина            | Результат | Место  | Результат    | Место        | Результат             | Место                 | Результат             | Место                 |
| --------------------------------------------------------------- | --------------------- | --------- | ------ | ------------ | ------------ | --------------------- | --------------------- | --------------------- | --------------------- |
| Хенриетте Егер                                                  | 400 м                 | 50,39     | 3 Q    | —            | —            | 50,17                 | 3 q                   | 49,96                 | 8                     |
| Каролина Грёвдаль                                               | 5000 м                | 15.01,14  | 4 Q    | —            | —            | —                     | —                     | 14.43,21              | 8                     |
| Лине Клостер                                                    | 400 м с/б             | 57,69     | 7 R    | 56,73        | 5            | завершила выступление | завершила выступление | завершила выступление | завершила выступление |
| Амали Юэль                                                      | 400 м с/б             | 54,82     | 3 Q    | —            | —            | 54,88                 | 5                     | завершила выступление | завершила выступление |
| Йозефин Томин Эриксен Астри Эртцгор Амали Юэль Элизабет Слеттум | Эстафета 4×400 метров | 3.28,61   | 6      | —            | —            | —                     | —                     | завершили выступление | завершили выступление |

Технические дисциплины
Мужчины
| Спортсмен            | Дисциплина      | Полуфиналы | Полуфиналы | Финал                | Финал                |
| Спортсмен            | Дисциплина      | Результат  | Место      | Результат            | Место                |
| -------------------- | --------------- | ---------- | ---------- | -------------------- | -------------------- |
| Сондре Гуттормсен    | Прыжки с шестом | 5,75       | 1 Q        | 5,80                 | 8                    |
| Симен Гуттормсен     | Прыжки с шестом | 5,60       | 15         | завершил выступление | завершил выступление |
| Пол Хёген Лиллефоссе | Прыжки с шестом | DNS        | DNS        | завершил выступление | завершил выступление |
| Маркус Томсен        | Толкание ядра   | 20,81      | 12 q       | 20,67                | 9                    |
| Эйвинн Хенриксен     | Метание молота  | 77,14      | 5 Q        | 79,18                | 4                    |
| Томас Мардаль        | Метание молота  | 76,78      | 8 q        | 74,25                | 11                   |

Женщины
| Спортсмен              | Дисциплина      | Полуфиналы | Полуфиналы | Финал                 | Финал                 |
| Спортсмен              | Дисциплина      | Результат  | Место      | Результат             | Место                 |
| ---------------------- | --------------- | ---------- | ---------- | --------------------- | --------------------- |
| Лене Ретциус           | Прыжки с шестом | 4,40       | 12 q       | 4,40                  | 18                    |
| Беатрис Нетберге Ллано | Метание молота  | 66,92      | 27         | завершила выступление | завершила выступление |
| Мари-Тереза Обст       | Метание копья   | 61,82      | 10 q       | 61,14                 | 11                    |

Комбинированные дисциплины – Десятиборье
| Спортсмен       | Вид       | 100 м | ДЛ   | ЯД    | ВЫ   | 400 м | 110 с/б | ДИ    | ШЕ   | КО    | 1500 м  | Сумма | Место |
| --------------- | --------- | ----- | ---- | ----- | ---- | ----- | ------- | ----- | ---- | ----- | ------- | ----- | ----- |
| Сандер Скотхейм | Результат | 10,78 | 8,03 | 14,31 | 2,11 | 47,02 | 14,15   | 45,77 | NM   | 59,79 | 4.37,49 | 7757  | 18    |
| Сандер Скотхейм | Баллы     | 910   | 1068 | 747   | 906  | 957   | 955     | 783   | 0    | 735   | 696     | 7757  | 18    |
| Маркус Роот     | Результат | 10,71 | 7,80 | 15,25 | 1,99 | 47,69 | 14,25   | 49,80 | 5,30 | 66,87 | 4.39,56 | 8796  | 1     |
| Маркус Роот     | Баллы     | 926   | 1010 | 805   | 794  | 924   | 942     | 866   | 1004 | 842   | 683     | 8796  | 1     |

## Парусный спорт
Норвегия завоевала право выставить по одной лодке (яхте) в нижеследующих классах судов по результатам Чемпионата мира по парусному спорту 2023 года в Гааге, Нидерланды.
Гонки с выбыванием
| Спортсмен   | Дисциплина     | Предварительные гонки | Предварительные гонки | Предварительные гонки | Предварительные гонки | Предварительные гонки | Предварительные гонки | Предварительные гонки | Предварительные гонки | Предварительные гонки | Предварительные гонки | Предварительные гонки | Предварительные гонки | Предварительные гонки | Предварительные гонки | Предварительные гонки | Предварительные гонки | 1/4 финала            | Полуфинал             | Финал                 |
| Спортсмен   | Дисциплина     | 1                     | 2                     | 3                     | 4                     | 5                     | 6                     | 7                     | 8                     | 9                     | 10                    | 11                    | 12                    | 13                    | 14                    | Сумма                 | Место                 | Место                 | Место                 | Место                 |
| ----------- | -------------- | --------------------- | --------------------- | --------------------- | --------------------- | --------------------- | --------------------- | --------------------- | --------------------- | --------------------- | --------------------- | --------------------- | --------------------- | --------------------- | --------------------- | --------------------- | --------------------- | --------------------- | --------------------- | --------------------- |
| Мина Мобекк | Женщины IQFoil | 13                    | 16                    | 9                     | 18                    | 2                     | 15                    | 7                     | 18                    | 9                     | 7                     | 7                     | 9                     | 8                     | 21                    | 120                   | 11                    | завершила выступление | завершила выступление | завершила выступление |

Медальные гонки
| Спортсмен                  | Дисциплина      | Гонка | Гонка | Гонка | Гонка  | Гонка | Гонка | Гонка | Гонка | Гонка    | Гонка    | Гонка | Гонка | Гонка | Баллы | Место |
| Спортсмен                  | Дисциплина      | 1     | 2     | 3     | 4      | 5     | 6     | 7     | 8     | 9        | 10       | 11    | 12    | M*    | Баллы | Место |
| -------------------------- | --------------- | ----- | ----- | ----- | ------ | ----- | ----- | ----- | ----- | -------- | -------- | ----- | ----- | ----- | ----- | ----- |
| Херманн Томасгор           | Мужчины ILCA 7  | 22    | 16    | 2     | 17     | 15    | 19    | 6     | 2     | отменены | отменены | —     | —     | 8     | 85    | 5     |
| Лине Хёст                  | Женщины ILCA 6  | 11    | 3     | 19    | 19     | 7     | 2     | 12    | 14    | 3        | отменена | —     | —     | 4     | 75    | 3     |
| Хелена Несс Мари Рённинген | Женщины 49-й FX | 10    | 7     | 13    | 21 BFD | 5     | 9     | 5     | 5     | 7        | 2        | 5     | 8     | 16    | 92    | 4     |

M = Медальная гонка; EL = Выбыл – не участвовал в медальной гонке

## Плавание
Норвежские пловцы выполнили требования для участия в нижеследующих дисциплинах плавательного турнира Олимпиады (максимум два пловца, выполнивших Олимпийский квалификационный норматив (OST) или, возможно, Олимпийский рассматриваемый норматив (OCT)). 
Мужчины
| Спортсмен          | Дисциплина           | Заплывы  | Заплывы | Полуфиналы           | Полуфиналы           | Финал                | Финал                |
| Спортсмен          | Дисциплина           | Время    | Место   | Время                | Место                | Время                | Место                |
| ------------------ | -------------------- | -------- | ------- | -------------------- | -------------------- | -------------------- | -------------------- |
| Николас Лиа        | 50 м вольный стиль   | 22,51    | 37      | завершил выступление | завершил выступление | завершил выступление | завершил выступление |
| Йон Йонтведт       | 800 м вольный стиль  | 7.59,16  | 24      | —                    | —                    | завершил выступление | завершил выступление |
| Хенрик Кристиансен | 800 м вольный стиль  | 8.00,55  | 25      | —                    | —                    | завершил выступление | завершил выступление |
| Хенрик Кристиансен | 1500 м вольный стиль | 15.14,11 | 20      | —                    | —                    | завершил выступление | завершил выступление |
| Хенрик Кристиансен | 10 км открытая вода  | —        | —       | —                    | —                    | 2:03.38,2            | 25                   |

## Пляжный волейбол
Норвегия получила одну квоту на участие в мужском олимпийском турнире по пляжному волейболу на основании Олимпийского рейтинга FIVB.
| Спортсмены                | Категория | Групповой этап                                          | Групповой этап                                         | Групповой этап                                            | Групповой этап | 1/8 финала                                        | Четвертьфиналы                                     | Полуфиналы                                                | Финал / Матч за 3 место                          | Место |
| Спортсмены                | Категория | Соперник Счёт                                           | Соперник Счёт                                          | Соперник Счёт                                             | Место          | Соперник Счёт                                     | Соперник Счёт                                      | Соперник Счёт                                             | Соперник Счёт                                    | Место |
| ------------------------- | --------- | ------------------------------------------------------- | ------------------------------------------------------ | --------------------------------------------------------- | -------------- | ------------------------------------------------- | -------------------------------------------------- | --------------------------------------------------------- | ------------------------------------------------ | ----- |
| Андерс Мол Кристиан Сёрум | Мужчины   | CHIМарко Гримальт Эстебан Гримальт В 2–0 (21–14, 21–16) | ITAАлекс Раньери Адриан Карамбула В 2–0 (21–12, 21–15) | NEDМэттью Иммерс Стевен ван де Велде В 2–0 (21–16, 21–19) | 1 Q            | USAМайлз Эванс Чейз Бадингер В 2–0 (21–16, 21–14) | ESPПабло Эррера Адриан Гавира В 2–0 (21–16, 21–17) | GERНильс Элерс Клеменс Виклер П 2–1 (13–21, 21–17, 13–15) | QATШериф Юнусс Ахмед Тиджан В 2–0 (21–13, 21–16) | 3     |

## Прыжки в воду
Норвегия получила одно место в соревнования женщин на 3-метровом трамплине в результате перераспределения квот.
| Спортсмен    | Дисциплина                  | Квалификация | Квалификация | Полуфинал             | Полуфинал             | Финал                 | Финал                 |
| Спортсмен    | Дисциплина                  | Баллы        | Место        | Баллы                 | Место                 | Баллы                 | Место                 |
| ------------ | --------------------------- | ------------ | ------------ | --------------------- | --------------------- | --------------------- | --------------------- |
| Хелле Туксен | Женщины 3-метровый трамплин | 257,10       | 23           | завершила выступление | завершила выступление | завершила выступление | завершила выступление |

## Стрельба
Норвегия завоевала шесть мест в различных дисциплинах олимпийского турнира стрелков на разных этапах отбора, включая Чемпионат Европы в дисциплинах на 25 и 50 м 2022 во Вроцлаве, Польша, Чемпионат мира по стрельбе 2023 года в Баку, Азербайджан и Олимпийский квалификационный турнир ISSF по пулевой стрельбе 2024 года в Дохе, Катар. Ещё две квоты Норвегия получила благодаря квалификации стрелков в других дисциплинах согласно правилам ISSF. Также, квалифицировав по два спортсмена обоего пола в пневматической винтовке, Норвегия получила право выставить две команды в смешанных соревнованиях в этом оружии.
Мужчины
| Спортсмен            | Дисциплина                            | Квалификация | Квалификация | Финал                | Финал                |
| Спортсмен            | Дисциплина                            | Баллы        | Место        | Баллы                | Место                |
| -------------------- | ------------------------------------- | ------------ | ------------ | -------------------- | -------------------- |
| Йон-Херманн Хегг     | Винтовка из трёх положений, 50 метров | 593-36x      | 2 Q          | 430,2                | 5                    |
| Йон-Херманн Хегг     | Пневматическая винтовка, 10 м         | 629,6        | 9            | завершил выступление | завершил выступление |
| Оле Мартин Халворсен | Винтовка из трёх положений, 50 метров | 586-32x      | 23           | завершил выступление | завершил выступление |
| Оле Мартин Халворсен | Пневматическая винтовка, 10 м         | 624,9        | 42           | завершил выступление | завершил выступление |
| Эрик Ватндаль        | Скит                                  | 117          | 22           | завершил выступление | завершил выступление |

Женщины
| Спортсмен           | Дисциплина                            | Квалификация | Квалификация | Финал                 | Финал                 |
| Спортсмен           | Дисциплина                            | Баллы        | Место        | Баллы                 | Место                 |
| ------------------- | ------------------------------------- | ------------ | ------------ | --------------------- | --------------------- |
| Жанетт Хегг Дуэстад | Винтовка из трёх положений, 50 метров | 589-34x      | 5 Q          | 442,5                 | 4                     |
| Енни Стене          | Винтовка из трёх положений, 50 метров | 585-37x      | 15           | завершила выступление | завершила выступление |
| Жанетт Хегг Дуэстад | Пневматическая винтовка, 10 м         | 633,2        | 2 Q          | 124,1                 | 8                     |
| Синноеве Берг       | Пневматическая винтовка, 10 м         | 629,2        | 14           | завершила выступление | завершила выступление |

Микст
| Спортсмен                            | Дисциплина                         | Квалификация | Квалификация | Финал                 | Финал                 |
| Спортсмен                            | Дисциплина                         | Баллы        | Место        | Баллы                 | Место                 |
| ------------------------------------ | ---------------------------------- | ------------ | ------------ | --------------------- | --------------------- |
| Йон-Херманн Хегг Жанетт Хегг Дуэстад | Пневматическая винтовка, 10 метров | 629,6        | 5            | завершили выступление | завершили выступление |
| Оле Мартин Халворсен Синноеве Берг   | Пневматическая винтовка, 10 метров | 623,8        | 21           | завершили выступление | завершили выступление |

## Теннис
Норвегия получила одно место в одиночный турнир у мужчин по рейтингу ATP.
| Спортсмен   | Дисциплина        | 1/32 финала                | 1/16 финала                         | 1/8 финала                        | Четвертьфиналы                               | Полуфиналы           | Финал / За 3 место   | Финал / За 3 место   |
| Спортсмен   | Дисциплина        | Соперник Счёт              | Соперник Счёт                       | Соперник Счёт                     | Соперник Счёт                                | Соперник Счёт        | Соперник Счёт        | Место                |
| ----------- | ----------------- | -------------------------- | ----------------------------------- | --------------------------------- | -------------------------------------------- | -------------------- | -------------------- | -------------------- |
| Каспер Рууд | Мужчины одиночный | JPNТаро Даниэль В 7–5, 6–1 | ITAАгдреа Вавассори В 4–6, 6–4, 6–3 | ARGФрансиско Серундоло В 6–3, 6–4 | CANФеликс Оже-Альяссим П 4–6, 7–6(10–8), 3–6 | завершил выступление | завершил выступление | завершил выступление |

## Триатлон
Норвегия завоевала по два квотных места в соревнования мужчин и женщин и право участвовать в смешанной эстафете, выиграв Олимпийскую квалификационную смешанную эстафету 2024 года в Уатулько, Мексика.
Личное
| Спортсмен             | Категория | Время             | Время     | Время             | Время     | Время       | Время   | Место |
| Спортсмен             | Категория | Плавание (1,5 км) | Переход 1 | Велосипед (40 км) | Переход 2 | Бег (10 км) | Всего   | Место |
| --------------------- | --------- | ----------------- | --------- | ----------------- | --------- | ----------- | ------- | ----- |
| Кристиан Блюмменфельт | Мужчины   | 21.00             | 0,53      | 51.29             | 0,26      | 30.39       | 1:44.27 | 12    |
| Ветле Бергсвик Торн   | Мужчины   | 20.30             | 0,50      | 52.02             | 0,25      | 31.34       | 1:45.21 | 17    |
| Солвейг Лёвсет        | Женщины   | 28.00             | 0,58      | 1:00.14           | 0,33      | 36.04       | 2:05.49 | 48    |
| Лотте Миллер          | Женщины   | 24.40             | 1.00      | DNF               | DNF       | DNF         | DNF     | DNF   |

Эстафета
| Спортсмен             | Категория      | Время            | Время     | Время            | Время     | Время      | Время   | Место |
| Спортсмен             | Категория      | Плавание (300 м) | Переход 1 | Велосипед (7 км) | Переход 2 | Бег (2 км) | Всего   | Место |
| --------------------- | -------------- | ---------------- | --------- | ---------------- | --------- | ---------- | ------- | ----- |
| Ветле Бергсвик Торн   | Микст эстафета | 4.17             | 1.03      | 9.34             | 0.23      | 4.58       | 20.15   | 5     |
| Лотте Миллер          | Микст эстафета | 5.09             | 1.10      | 10.23            | 0.26      | 5.49       | 22.57   | 10    |
| Кристиан Блюмменфельт | Микст эстафета | 4.35             | 1.10      | 9.21             | 0.25      | 5.02       | 20.33   | 7     |
| Солвейг Лёвсет        | Микст эстафета | 5.47             | 1.10      | 10.35            | 0.26      | 5.57       | 23.55   | 11    |
| Всего                 | Микст эстафета | —                | —         | —                | —         | —          | 1:27.40 | 11    |

## Тхэквондо
Норвегия завоевала одно место в мужском турнире на Европейском квалификационном турнире 2024 года в Софии, Болгария.
| Спортсмен       | Дисциплина          | 1/8 финала               | Четвертьфиналы       | Полуфиналы           | Утеш. поединки       | Финал/За 3 место     | Финал/За 3 место     |
| Спортсмен       | Дисциплина          | Соперник Результат       | Соперник Результат   | Соперник Результат   | Соперник Результат   | Соперник Результат   | Место                |
| --------------- | ------------------- | ------------------------ | -------------------- | -------------------- | -------------------- | -------------------- | -------------------- |
| Рикард Ордеманн | Мужчины свыше 80 кг | SLOПатрик Дивкович В 2–1 | CROИван Шапина П 1–2 | завершил выступление | завершил выступление | завершил выступление | завершил выступление |

## Тяжёлая атлетика
Норвегия получила одно место в женских соревнованиях в соответствии с олимпийским рейтингом IWF.
| Спортсмен       | Категория        | Рывок     | Рывок | Толчок    | Толчок | Всего  | Место |
| Спортсмен       | Категория        | Результат | Место | Результат | Место  | Всего  | Место |
| --------------- | ---------------- | --------- | ----- | --------- | ------ | ------ | ----- |
| Сольфрид Коанда | Женщины до 81 кг | 121       | 2     | 154 OR    | 1      | 275 OR | 1     |